# Fritz Grunewald
Fritz Alfred Joachim Grunewald (* 28. März 1949 in Bad Kreuznach; † 21. März 2010 in Düsseldorf) war ein deutscher Mathematiker, der sich mit Gruppentheorie und deren Anwendungen in Zahlentheorie, Topologie und Geometrie befasste.

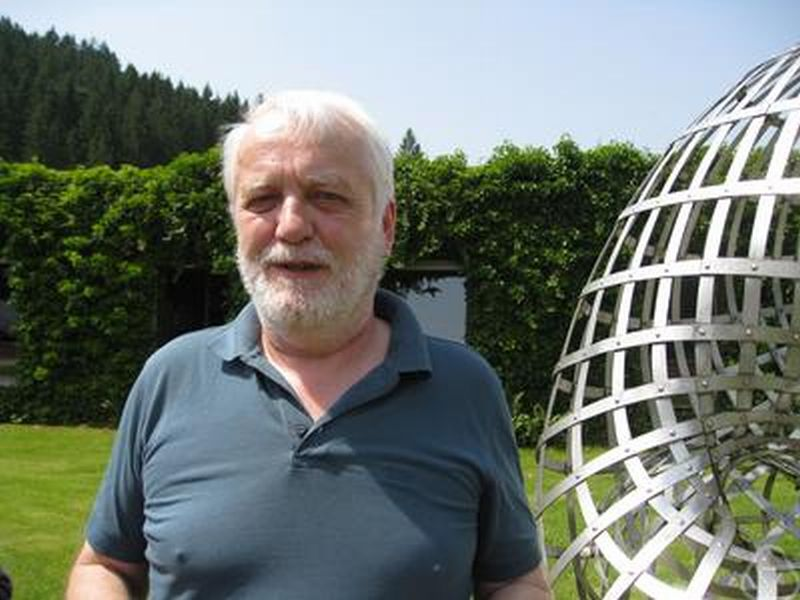
Fritz Grunewald, Oberwolfach 2009

## Leben und Werk
Grunewald studierte ab 1969 an der Universität Göttingen Mathematik und Physik und setzte sein Studium ab 1971 an der Universität Bielefeld fort, wo er 1972 bei Andreas Dress sein Diplom erwarb und 1973 bei Jens Mennicke an der Universität Bielefeld promoviert wurde (Über eine Gruppe vom Exponenten 8). Als Post-Doktorand war er am Queen Mary College der Universität London. Danach war er Assistent in Bielefeld, wo er sich 1979 habilitierte und danach ein Heisenberg-Stipendium erhielt. 1981 bis 1992 war er Professor an der Universität Bonn, wo er auch am Max-Planck-Institut für Mathematik forschte, und seit 1992 war er Professor an der Heinrich-Heine-Universität Düsseldorf. Er war unter anderem Gastwissenschaftler am Institute for Advanced Study. Er starb überraschend 2010 wahrscheinlich an einer Lungenembolie.
Grunewald befasste sich unter anderem mit arithmetischen Gruppen in der Zahlentheorie, Anwendungen der Gruppentheorie in der Geometrie und Topologie und untersuchte den Zusammenhang von Zetafunktionen und gruppentheoretischen Symmetrien. Dabei arbeitete er häufig mit Koautoren aus vielen verschiedenen Ländern zusammen, unter anderem mit Marcus du Sautoy und Dan Segal.
Mit Wilhelm Singhof und Holger Reich war er am Graduiertenkolleg Homotopie und Kohomologie beteiligt. Weiterhin war er an der Forschungsgruppe Classification of Algebraic Surfaces and Compact Complex Manifolds wesentlich beteiligt. Er hatte über 30 Doktoranden.
Aus Anlass seines 60. Geburtstags fand 2009 die Tagung Group Theory, Number Theory and Geometry in Oxford statt. 2001 erhielt er den Reinhard- und Emmi-Heynen-Preis.

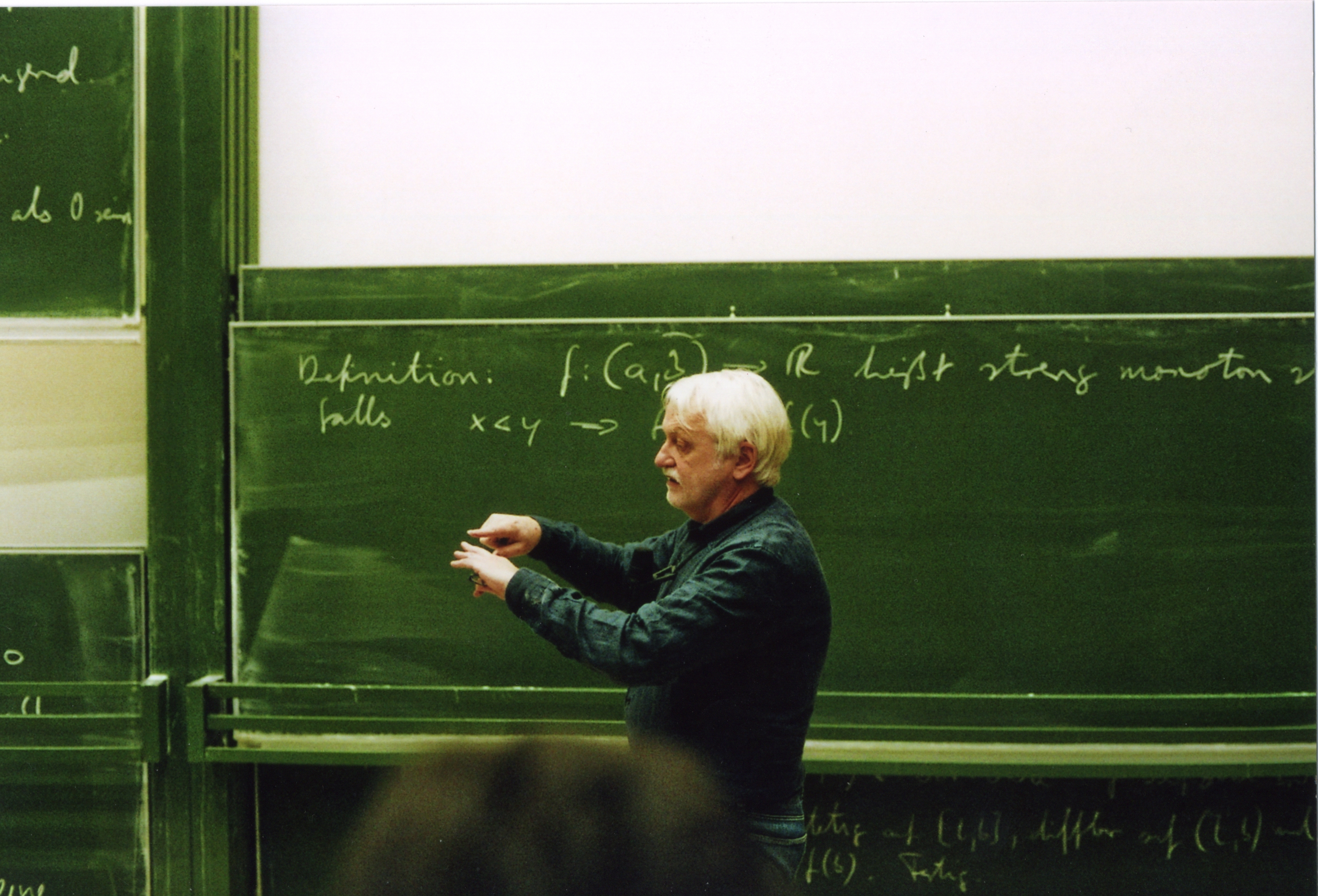
Fritz Grunewald gibt die Vorlesung Analysis I. Düsseldorf, 2007

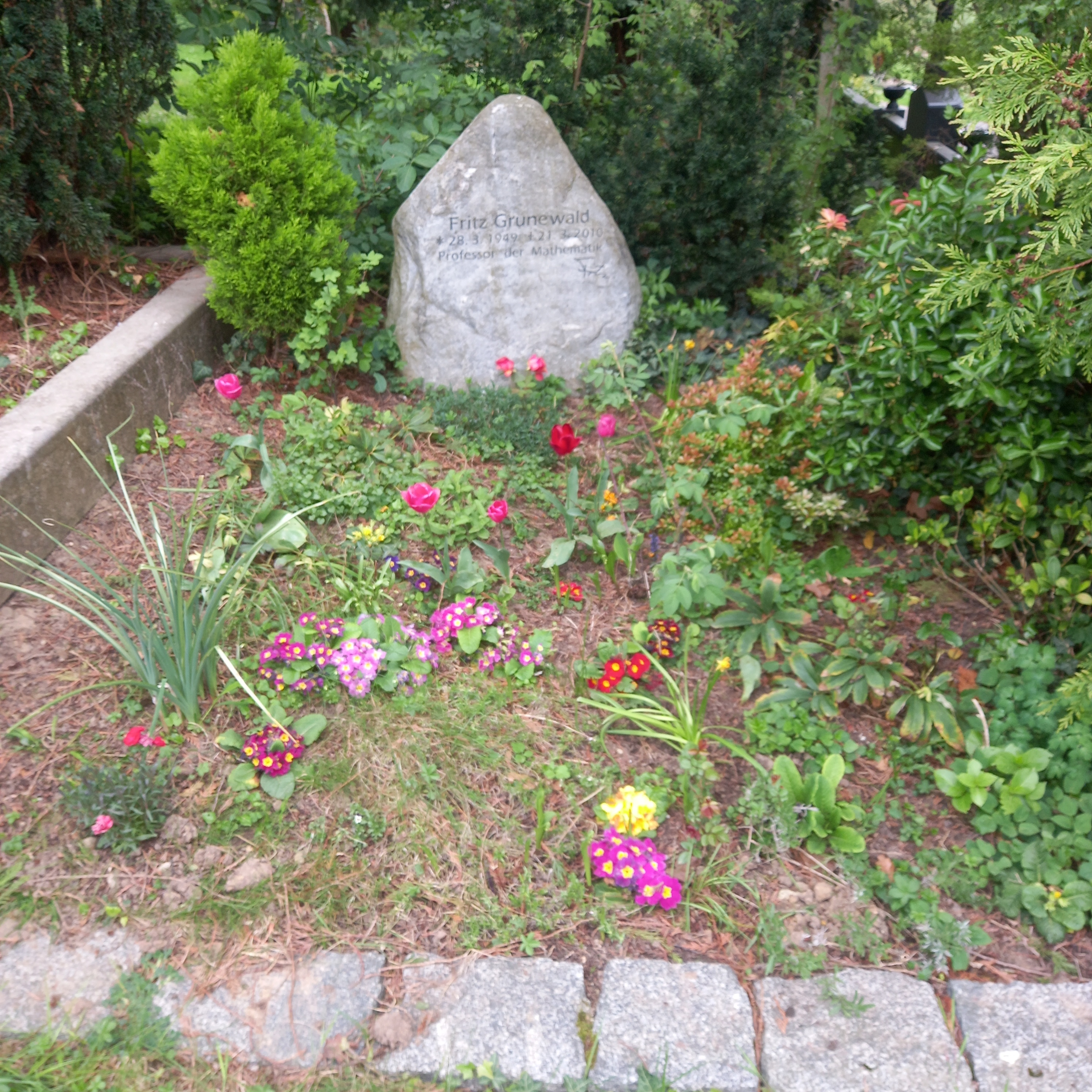
Das Grab von Fritz Grunewald auf dem Poppelsdorfer Friedhof in Bonn

## Schriften
- mit Jürgen Elstrodt, Jens Mennicke: Group actions on hyperbolic spaces: harmonic analysis and number theory, Springer Verlag 1998
- On some groups which cannot be finitely presented. J. London Math. Soc. (2) 17 (1978), no. 3, 427–436.
- mit Dan Segal: Some general algorithms. I. Arithmetic groups. Ann. of Math. (2) 112 (1980), no. 3, 531–583. II. Nilpotent groups. Ann. of Math. (2) 112 (1980), no. 3, 585–617.
- mit Segal und Smith: Subgroups of finite index in nilpotent groups. Invent. Math. 93 (1988), no. 1, 185–223.
- mit Elstrodt und Mennicke: Kloosterman sums for Clifford algebras and a lower bound for the positive eigenvalues of the Laplacian for congruence subgroups acting on hyperbolic spaces. Invent. Math. 101 (1990), no. 3, 641–685
- mit Blasius, Jens Franke: Cohomology of S-arithmetic subgroups in the number field case. Invent. Math. 116 (1994), no. 1-3, 75–93.
- mit Elstrodt: The Petersson Scalar Product. Jahresbericht DMV, Band 100, 1998, Nr. 4
- mit Marcus du Sautoy: Analytic properties of zeta functions and subgroup growth. Ann. of Math. (2) 152 (2000), no. 3, 793–833.
- mit Martin Bridson: Grothendieck's problems concerning profinite completions and representations of groups. Ann. of Math. (2) 160 (2004), no. 1, 359–373.